# 桃源社
株式会社桃源社（とうげんしゃ）は、1951年（昭和26年）から1981年（昭和56年）まで活動した日本の出版社。
時代小説・探偵小説などの大衆小説や、澁澤龍彦などのいわゆる「異端文学」の出版を広く手がけた。特に、1968年（昭和43年）より戦前の大衆小説のシリーズ「大ロマンの復活」を刊行し、国枝史郎、小栗虫太郎、橘外男、海野十三らの探偵小説・怪奇幻想小説のリバイバル・ブームを引き起こしたことで知られる。他にも多くの特色ある全集・選集を出版している。
住専事件への関与で知られる不動産会社の「桃源社」（佐佐木吉之助社長）は、同名異業種の別企業で、無関係である（社名はどちらも桃源郷にちなむ）。

## 沿革
創業者は矢貴東司（やぎ とうじ、1907年3月20日 - 1988年8月19日）。矢貴は、1923年（大正12年）12月に書籍販売業として「矢貴書店」を創業し、1940年（昭和15年）頃に出版部を設け出版事業に参入。その後、1951年（昭和26年）9月に矢貴書店出版部を解散、同年12月6日、株式会社桃源社を創業した。社名は桃源郷に由来する。
創業以来、主に時代小説・探偵小説などの大衆小説の出版を手がけており、柴田錬三郎、吉川英治、山手樹一郎、山岡荘八、川口松太郎など人気作家の作品を刊行してきた。
1959年（昭和34年）、東司の子の矢貴昇司（やぎ しょうじ、1934年生）が入社した。昇司は八木昇（やぎ のぼる）の筆名で、編集者、大衆文学研究者として知られている。のち、父の後を受け継ぎ二代目社長となった。
八木昇は江戸川乱歩の『探偵小説四十年』（1961年）の出版を担当し、さらに、乱歩生前最後の全集となった桃源社版『江戸川乱歩全集』（全18巻、1961年 - 1963年）を出版した。また、『宝石』に連載されていた澁澤龍彦の『黒魔術の手帖』に着目し、同書（1961年刊）の刊行を手がけたのをきっかけに、澁澤の著書・訳書の出版を多く手掛けることになる。同社から刊行された澁澤の著書には、他に『犬狼都市』（1962年）、『エロスの解剖』（1965年）、『異端の肖像』（1967年）、『澁澤龍彦集成』全7巻（1970年、最初の著作集）、『妖人奇人館』（1971年）、『女のエピソード』（1972年）、『悪魔の中世』（1979年）など、また、澁澤の訳書には、ユイスマン『さかしま』（1962年）、『マルキ・ド・サド選集』全6巻（1962-64年）、『新・マルキ・ド・サド選集』全8巻（1965-66年）、A・ビアズレー『美神の館』（1968年）などがある。

### 「大ロマンの復活」シリーズの刊行
1968年（昭和43年）8月、国枝史郎の『神州纐纈城』を刊行した。同作は1925年から1926年にかけて『苦楽』に連載されたが未完に終わっており、そのため、春陽堂書店の日本小説文庫から『神州纐纈城 前篇』として部分的に刊行されただけで、国枝史郎の代表作とされながら、それまで完全な形で刊行されたことはなかった。同書は小田富弥による初出時の挿絵を再録した上、真鍋元之の解説、尾崎秀樹の前宣伝を得て発売され、三島由紀夫から激賞を受けるなど好評を博した。
この『神州纐纈城』がきっかけで「怪奇幻想ブーム」が始まったとされているが、八木昇は「結果としてたまたまそうなっただけで、意識的にそういうことを狙って出したわけではありません」と語っている。
続いて同年12月、小栗虫太郎の『人外魔境』を、都筑道夫による解説をつけて刊行した。1939年から1941年にかけて『新青年』に掲載されたシリーズで、小栗の生前に単行本に再録されたことはあるが、一冊にまとめられたのはこれが初めてであった。八木昇によれば、小栗虫太郎作品の復刻は澁澤龍彦から薦められたもので、『神州纐纈城』の成績が良かったら出版するつもりでいたという。
翌1969年3月、三冊目となる国枝史郎『蔦葛木曽桟（）』を刊行。このあたりから、広告の謳い文句として「大ロマンの復活」を用い始める。もともとは「恐る恐る出してみて、好かったら続けようという程度」で、明確なシリーズとして発行していたわけではなく、シリーズ名もつけられていなかったが、次第に「大ロマンの復活」シリーズ、あるいは「大ロマン・シリーズ」と呼ばれるようになる。
シリーズ編集の基本理念は、「できるかぎりきちんとした形で出して、昔の探偵小説・大衆小説はこういうものだったんだよということを、いまの読者に分かってもらえたらいいだろう」というものだった。シリーズでは小栗虫太郎のほぼ全作品を刊行した（のちに再編集されて『小栗虫太郎全作品』となる）ほか、海野十三『深夜の市長』『地球要塞』『火星兵団』、久生十蘭『真説・鉄仮面』（初単行本化）、牧逸馬『世界怪奇実話』（初めてシリーズ全作品を収録）、野村胡堂『奇談クラブ』、蘭郁二郎『地底大陸』、香山滋『海鰻荘奇談』などを刊行した。上述のように「大ロマンの復活」は広告上の謳い文句にすぎないため、どこまでがシリーズに含まれるかは曖昧であるが、八木自身は、『神州纐纈城』から小栗虫太郎『成層圏魔城』（1971年7月刊）までの「函入りの二十何冊か」としている。また、並行して三六判カバー装の「日本ロマンシリーズ」も刊行されており、このシリーズからは白井喬二『怪建築十二段返し』（1970年）、野村胡堂『二万年前』（1970年）、押川春浪『海底軍艦』（1970年）、黒岩涙香『暗黒星』（1972年）、押川春浪『怪人鉄塔』（1972年）などが刊行された。
同時期に講談社から『江戸川乱歩全集』（第1次、1969年4月 - 1970年6月）、三一書房から『夢野久作全集』（1969年6月 - 1970年1月）・『久生十蘭全集』（1969年11月 - 1970年6月）などが立て続けに出版されたことも手伝い、それまで半ば忘れられた状況にあった、戦前の探偵小説・怪奇幻想小説の再評価を促すことになった。

### 廃業
1981年（昭和56年）11月刊行の栗本薫『神変まだら蜘蛛』を最後に出版活動を停止した。八木昇によれば「もう新しいことをやるプランもだんだんなくなってきた」ので「少しずつ撤退して」いき、会社はしばらく残していたが「株式会社の資本金が改正されたころに社を閉じ」たという。『文藝年鑑』では2002年版を最後に社名が消えている。

## 主要出版書

### 「大ロマンの復活」シリーズ
以下のリストは新保博久『ミステリ編集道』所収「〈大復活時代〉年表」に基づく。新保は、1975年刊のカバー装3冊も、広告に「大ロマンの復活」と謳われていることからシリーズに含めている。
- 国枝史郎『神州纐纈城』（1968年8月）
- 小栗虫太郎『人外魔境』（1968年12月）
- 国枝史郎『完本 蔦葛木曽桟』（1969年3月）
- 橘外男『橘外男傑作集 青白き裸女群像・他』（1969年4月）
- 小栗虫太郎『二十世紀鉄仮面・他』（1969年5月）
- 海野十三『海野十三傑作集I 深夜の市長』（1969年6月）
- 海野十三『海野十三傑作集II 地球要塞』（1969年6月）
- 久生十蘭『真説・鉄仮面』（1969年6月）
- 小栗虫太郎『成吉思汗の後宮』（1969年7月）
- 国枝史郎『沙漠の古都』（1969年8月）
- 小栗虫太郎『完全犯罪』（1969年9月）
- 野村胡堂『野村胡堂叢集 奇談クラブ』（1969年9月）
- 野村胡堂『野村胡堂叢集 美男狩』（1969年10月）
- 牧逸馬『世界怪奇実話 I』（1969年10月）
- 牧逸馬『世界怪奇実話 II』（1969年11月）
- 横溝正史『鬼火 完全版』（1969年11月）
- 小栗虫太郎『黒死館殺人事件』（1969年12月）
- 蘭郁二郎『地底大陸』（1969年12月）
- 香山滋『海鰻荘奇談』（1969年12月）
- 海野十三『海野十三傑作集III 火星兵団』（1970年1月）
- 山中峯太郎『万国の王城』（1970年1月）
- 角田喜久雄『妖棋伝』（1970年3月）
- 野村胡堂『野村胡堂叢集 岩窟の大殿堂』（1970年3月）
- 国枝史郎『八ヶ嶽の魔神』（1970年5月）
- 小栗虫太郎『紅殻駱駝の秘密』（1970年5月）
- 小栗虫太郎『絶景万国博覧会』（1970年9月）
- 小栗虫太郎『成層圏魔城』（1971年7月）
- 橘外男『伝奇耽美館』（1975年7月）
- 国枝史郎『妖異全集』（1975年9月）
- 渡辺啓助『地獄横丁』（1975年11月）

### 主な全集・選集

#### 個人集
- 『角田喜久雄探偵小説選集』全7巻（1955年 - 1956年）
- 『山手樹一郎自撰集』全14巻（1955年 - 1957年）
- 『角田喜久雄長篇小説選集』全12巻（1958年 - 1959年）
- 『源氏鶏太青春小説選集』全15巻（1959年 - 1963年）
- 『江戸川乱歩全集』全18巻（1961年 - 1963年）
- 『マルキ・ド・サド選集』全6巻（1962年 - 1964年）
- 『山手樹一郎長編選集』（1962年 - 1968年）
- 『山田風太郎奇想小説全集』全6巻（1964年 - 1965年）
- 『新・マルキ・ド・サド選集』全8巻（1965年 - 1966年）
- 『澁澤龍彦集成』全7巻（1970年）
- 『加田伶太郎全集』全1巻（1970年）＝福永武彦の変名
- 『高垣眸全集』全4巻（1970年 - 1971年）
- 『浜尾四郎全集』全2巻（1971年）
- 『梶山季之傑作集成』全30巻（1972年 - 1974年）
- 『黒岩重吾傑作集成』全18巻（1973年 - 1975年）
- 『曽野綾子作品選集』全12巻（1974年 - 1975年）
- 『マゾッホ選集』全4巻（1976年 - 1977年）
- 『小栗虫太郎全作品』全9巻（1979年）
- 『押川春浪・軍艦全集』全3巻（1979年）
- 『海野十三集』全4巻（1980年）

#### その他
- 『新撰大衆小説全集』全15巻（1955年）
- 『昭和大衆文学全集』全16巻（1956年 - 1957年）
- 『書下し推理小説全集』全15巻（1959年 - 1960年） - 4巻分が未刊。
- 『東西交渉旅行記全集』全6巻（榎一雄監修、1965年 - 1967年）
  1. カルピニ; ルブルク（護雅夫訳）『中央アジア・蒙古旅行記』
  2. オドリコ（家入敏光訳）『東洋旅行記』
  3. クラヴィホ（山田信夫訳）『チムール帝国紀行』
  4. マテオリッチ（榎一雄訳）『中国事情報告』（未刊）
  5. ヴァリニャーノ（松田毅一; 佐久間正編訳）『日本巡察記』
  6. 慧立（中国語版）; 彦悰（長澤和俊訳）『玄奘法師西域紀行（中国語版）』
- 『世界異端の文学』全6巻（1966年 - 1967年）
  1. ユイスマン（出口裕弘訳）『大伽藍』
  2. シェーアバルト（種村季弘訳）『小遊星物語』
  3. レニエ（英語版）（窪田般彌訳）『生きている過去』
  4. ユイスマン（澁澤龍彦訳）『さかしま』
  5. ユイスマン（田辺貞之助訳）『彼方』
  6. ピエール・クロソウスキー（小島俊明訳）『肉の影』